# 女巫之槌

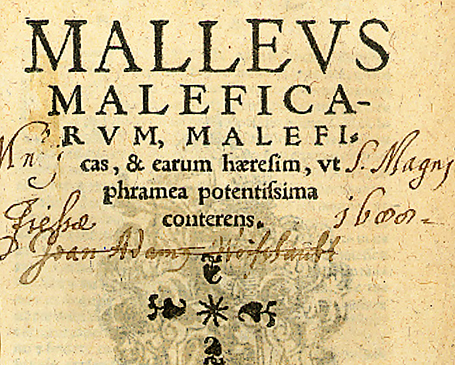
《女巫之槌》的1520年第七版封面。

《女巫之槌》是由天主教修士兼宗教裁判官的克拉馬與司佈倫格在1486年寫成的關於女巫的專著，第一版於1487年在德國出版 。這本書第一次把歐洲黑暗時代以來流行的巫術、女巫知識概括起來，甚至提供了諸如如何識別女巫、如何檢舉她們等各種詳盡的辦法。書中所述鑑定方法實際上大多是以各種酷刑折磨受審判者，無論最終是否鑑定為女巫，許多鑑定方法往往都會導致受審人死亡。由於當時印刷術在歐洲受到廣泛使用，此書也藉此在歐洲大量傳播。此著作的出版，加劇了當時代歐洲社會對女巫的偏見與迫害，引發了大規模的獵巫行動，在三個世紀的行動內約有十萬人因此而被處死。

## 三个部分
书中内容主要分为三个部分。第一部分则论述巫术的三个必要条件：“魔鬼、女巫与万能上帝的许可”。开头则告诫读者巫术是异端，不要相信巫术。之后的内容有女巫与魔鬼的交配，女巫能否支配男人的爱恨，女巫能否制造幻觉将男性生殖器完全移走，女巫杀死胎儿的不同方式等。
第二部分论述了“辅助和引导巫术生效的方法以及如何成功破解”，主要包括魔鬼通过女巫引诱无知的人进入这个可怕行业的几种方法；与恶魔签订正式契约的方式；他们如何从一处瞬间转移到另一处；女巫如何妨碍生育的魔力；如何夺取男性的生殖器官；女巫如何犯下杀死孩子的恐怖罪行，还有更可怕的是把孩子交给魔鬼；女巫如何伤害牲畜，引起冰雹和风暴，使闪电击伤人类和动物等内容。
第三部分主要讲述关于在基督教和世俗法庭起诉女巫的诉讼程序以及审判过程、方式等内容。

## 鑑定方法
書中常用的鑑定方法有五種：
- 火烧：

火烧鑑定就是让被告手拿烧红的铁跑一段规定好的距离，或者蒙著眼赤脚走过烧红的犁头，三天以后检查手脚，如果手脚有伤，说明被告有罪，如果没有伤，被告就可以被释放。
- 水淹：

这个鑑定可以用不同的方法来做，比较通俗的是，把被告手脚捆起来，再用一根绳子系上，然后把女巫扔到池塘或河里。如果被告漂在水面上，那无疑就是女巫了，因为，女巫体重轻是众所周知的。如果被告沉到了水里，那就无罪。
- 体重：

传说，女巫夜间可以骑著长杆儿笤帚飞来飞去，所以，当时的人们相信，女巫的体重很轻，不会超过5公斤。如果一个身高正常的女人被告过秤时不足5公斤，被告无疑就是女巫了，如果超过了5公斤，那也未必说明被告不是女巫，因为，女巫可以用魔鬼赋予的魔力，事先让秤中了魔法。
- 眼泪鑑定：

当时人们认为女巫不会流泪。鉴定时被告被弄哭，如果没有眼泪，被告就是女巫，而如果女巫哭出了眼泪，那就是魔鬼在作怪，除非判明为真哭，否则被告照样有罪。
- 针刺：

这种鉴定方法来自英格兰，被称为 witch-picking。女子是否是女巫，取决于被告被针刺时是否流血。当时的人们认为，女巫与魔鬼结盟，身上会有魔鬼留下的印记，针刺这些印记，女巫不会感到疼痛也不会流血。
另外，运用西洋占星术或神祕学，为人占卜吉凶、祈福、施咒的妇女，有时也被视为女巫，可能都是魔鬼诱惑心灵的传话者。

## 宗教迫害
这本惡名昭彰书籍的出版标志着宗教迫害的正式开始。霍普罗宾斯曾说过：“它打开了疯狂的如洪水般的审判大门。”在此之前，教会只是漫不经心地清除了旧宗教的残余，而从书籍出版的开始，他们将清除所有的异端。

## 关于作者
实际上这本书的作者是雅各·斯普伦杰与亨利·克雷莫，是两个道明會修道士、德国的审判长。根据该书中记载，克雷莫曾收买过一个老妇人，让她爬入一个面包师的烤炉中，高喊是魔鬼把她带到那里的，然后让她不断地喊出当地女巫的名字向她们求救，克雷莫随即逮捕了这些被叫到名字的女巫，便给她们施以酷刑，直到获得满意的供词为止。他们沉迷于某些东西，例如书中大量的章节都涉及到巫术中的性行为。正是他们从15世纪末也就是这本书的诞生之日起，一直到18世纪早期都一直在大量的使用它。